# Geografía de la Isla Navidad

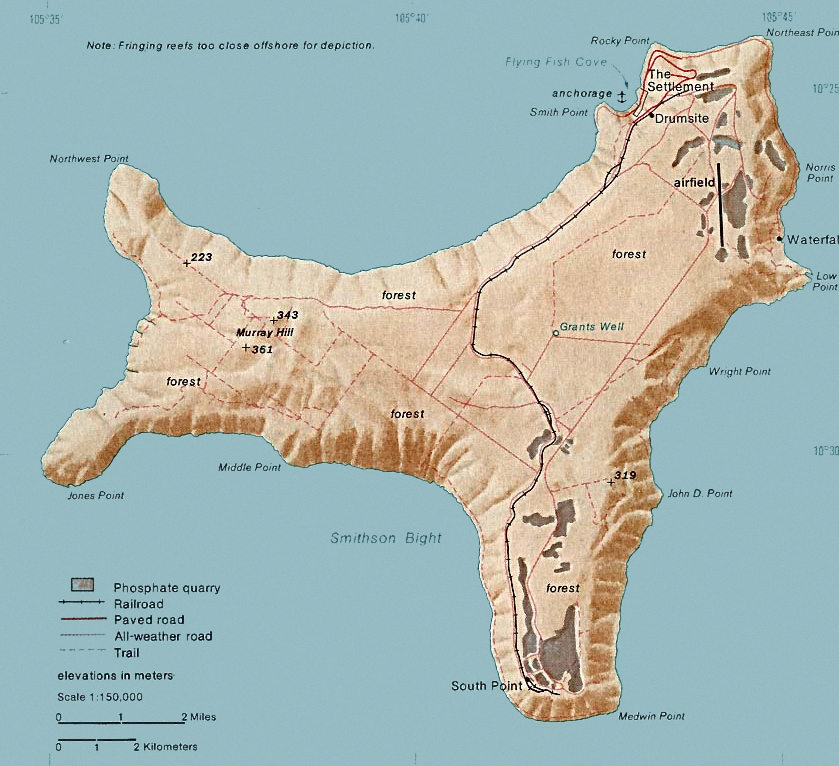
Isla de Navidad.

Localizada a 10°30′S 105°40′E / -10.500, 105.667, la Isla de Navidad tiene aproximadamente 19 km de longitud máxima y 14,5 km de ancho. La superficie total es de 135 km², con 138,9 km de costa. La isla es la cima plana de una montaña submarina de más de 4500 m de altura, que se eleva desde unos 4200 m por debajo del mar y solo a unos 300 m por encima de él.
La montaña era originalmente un volcán, y algo basalto está expuesta en lugares como The Dales y Dolly Beach, pero la mayor parte de la roca de superficie es piedra caliza acumulado a partir del crecimiento de coral. El terreno kárstico admite numerosas cuevas anquialinas. La cima de este pico montañoso está formada por una sucesión de calizas terciarias que van desde el Eoceno o el Oligoceno hasta los depósitos de arrecifes recientes, con intercalaciones de roca volcánica en los lechos más antiguos.
Los acantilados a lo largo de gran parte de la costa se elevan abruptamente a una meseta central. La elevación varía desde el nivel del mar hasta 361 m en Murray Hill. La isla es principalmente selva tropical, el 63% de la cual es parque nacional. La estrecha franja arrecife que rodea la isla plantea un peligro marítimo.
LA Isla de Navidad se encuentra a 2600 km al noroeste de Perth, Australia Occidental, 350 km al sur de Indonesia, 975 km ENE de las Islas Cocos y 2748 km al oeste de Darwin, Territorio del Norte. Su punto más cercano al continente australiano es 1560 km de la ciudad de Exmouth.

### Playas
Christmas Island tiene 80 kilómetros de costa, pero solo se puede acceder fácilmente a pequeñas partes de la costa. El perímetro de la isla está formado por afiladas caras de acantilados, lo que dificulta el acceso a muchas de las playas de la isla. Algunas de las playas de fácil acceso incluyen Flying Fish Cove (playa principal), Lily Beach, Ethel Beach e Isabel Beach, mientras que las playas más difíciles de acceder incluyen Greta Beach, Dolly Beach, Winifred Beach, Merrial Beach y West White Beach, que requieren un vehículo con tracción a las cuatro ruedas y una caminata difícil a través de la densa selva tropical.